# Giovanni Bracesco
Giovanni Bracesco ou Braceschi (Orzinuovi, c. 1481 – c. 1555) foi um alquimista italiano.

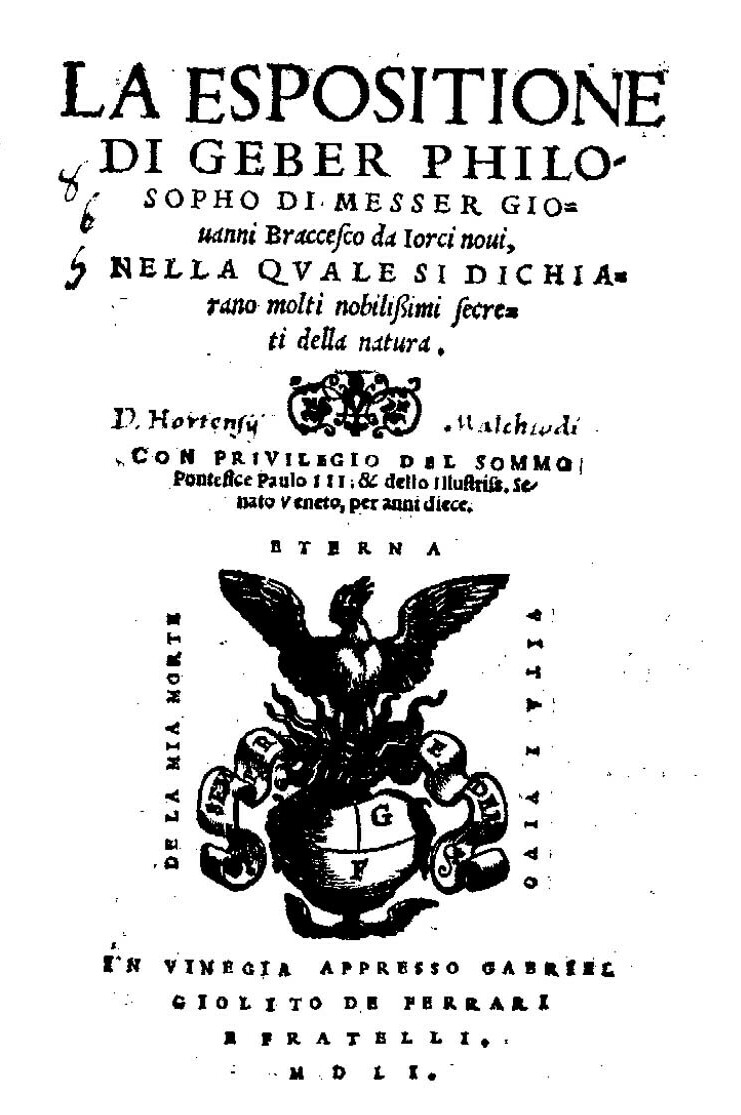
La espositione di Geber philosopho

## Obras
- Il legno della vita (em italiano). Roma: Valerio Dorico & fratelli. 1542
- La espositione di Geber philosopho (em italiano). Venezia: Gabriele Giolito de Ferrari & fratelli. 1551